# Safia metopis
Safia metopis är en fjärilsart som beskrevs av George Francis Hampson 1913. Safia metopis ingår i släktet Safia och familjen nattflyn. Inga underarter finns listade.